# 프레야 스타크

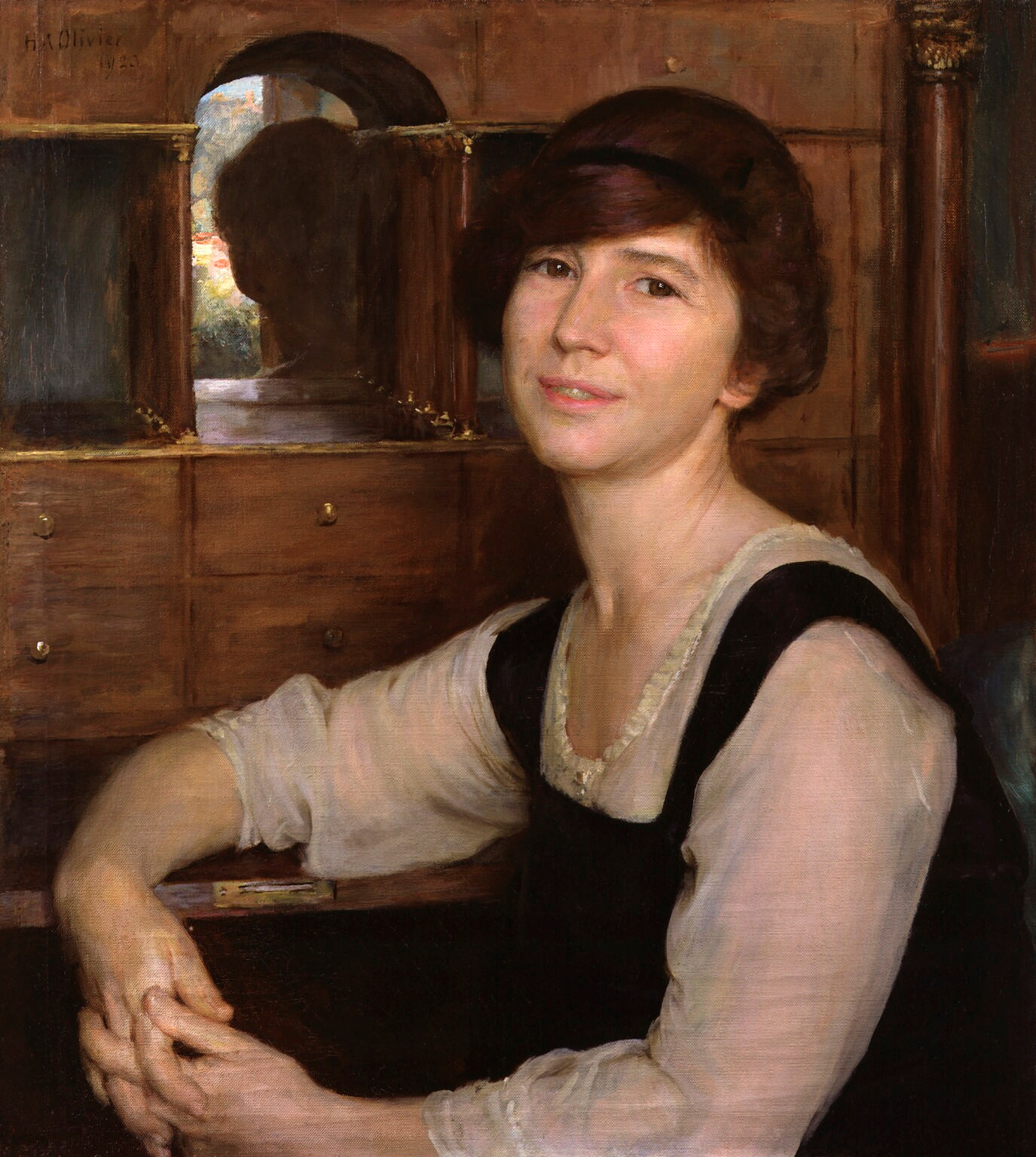

프레야 스타크 여사(Dame Freya Madeline Stark, DBE, 1893년 1월 31일 ~ 1993년 5월 9일)는 프랑스에서 태어난 영국의 탐험가이다. 20세기 초 서양에 중동의 오지를 알리는데 일조하였다.

## 생애
프레야 스타크는 1893년 파리에서 태어났다. 그녀의 어머니는 결혼 전에 다른 남자와의 사이에서 프레야를 임신했지만 아버지 로버트 스타크는 프레야를 친딸처럼 보살폈다. 사교적인 성격의 모친은 전원 생활을 답답해해서 집을 떠나 있는 날이 많았고, 자녀의 교육에 있어서도 방임주의였다. 프레야는 어린시절 아버지에게서 생일선물로 받은 《천일야화》를 읽고 아랍 여행에 대한 꿈을 꾸게 되었다. 이후 부모가 이혼하면서 프레야는 어머니를 따라 어머니의 재혼상대가 있는 이탈리아로 건너갔다. 그녀는 정규 교육을 거의 받지 않았고, 1912년 런던 대학교에 입학해서 역사를 공부하는 한편 페르시아어와 아랍어를 공부했다. 그러나 제1차 세계대전의 발발로 프레야는 학업을 중단하고 이탈리아로 돌아가 볼로냐의 병원에서 훈련을 받고 의무대에서 일했다. 이 시기에 의사 퀴리노 루아타와 약혼했지만 그의 전 애인이 나타나면서 파혼당했다. 전쟁이 끝난 후 프레야는 여행을 위해 필요한 비용을 모으기 시작했고, 1927년 이탈리아를 처음 여행한 이래로 오랫동안 꿈꾸던 중동 여행에 나섰다. 이후 서구인으로서는 처음으로 남부 아라비아의 오지를 여행하고 그 경험을 잡지에 기고하는 등 탐험가 겸 여행작가로 명성을 얻게 되었다.

## 여행자가 갖추어야 할 일곱가지 항목
프레야 스타크는 오지를 여행하면서 여행자가 갖추어야 할 항목에 대해서 1938년 1월 12일 어머니에게 보내는 편지에서 다음과 같이 정리하였다.
- 자신의 기준과 맞지 않는 기준을 인정하고, 자신의 가치관과 다른 가치관이 있다는 것을 인식할 것.
- 우둔한 사람과 부적절한 도구를 화 내지 않고 이용하는 법을 배울 것.
- 육체적 불쾌감을 신경 쓰지 않고 견딜 것.
- 언제 어디서라도 휴식을 취하거나 영양을 섭취할 것.
- 자연뿐 아니라 인간의 특성도 사랑할 것.
- 편견을 버리고 주의 깊게 관찰하며 하나하나 트집 잡지 말 것.
- 하루의 시작처럼 차분한 마음으로 하루를 끝낼 것.

## 수상 및 서훈
- 1933년 왕립아시아학회(Royal Asiatic Society of Great Britain and Ireland) 리처드 버턴 경 메달
- 1942년 왕립지리학회(Royal Geographical Society) 창립 메달
- 1951년 왕립중앙아시아학회(現 Royal Society for Asian Affairs) 퍼시 사이크스 경 기념 메달
- 1972년 대영 제국 훈장 2등급(DBE, 작위급 훈장)

## 관련 서적
- 정열의 방랑자 프레야 스타크 ISBN 89-91223-10-9